# Holzkohle

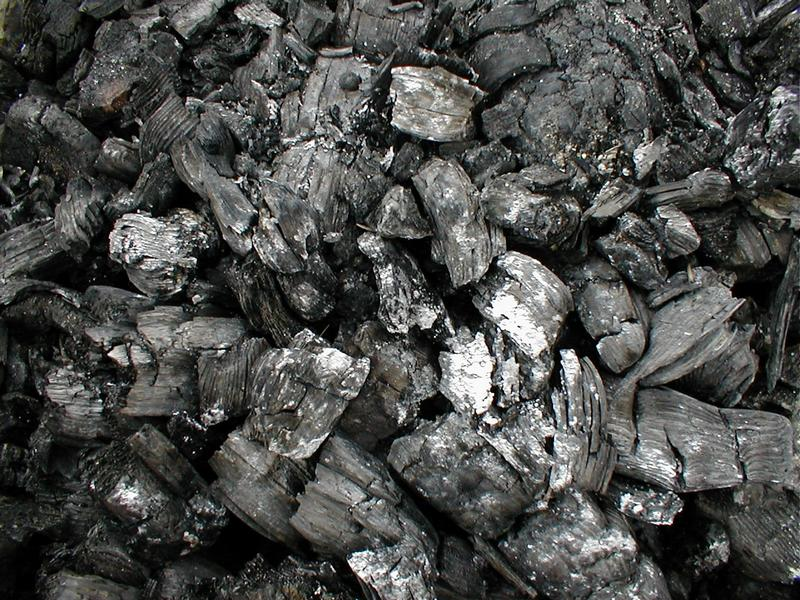
Holzkohle

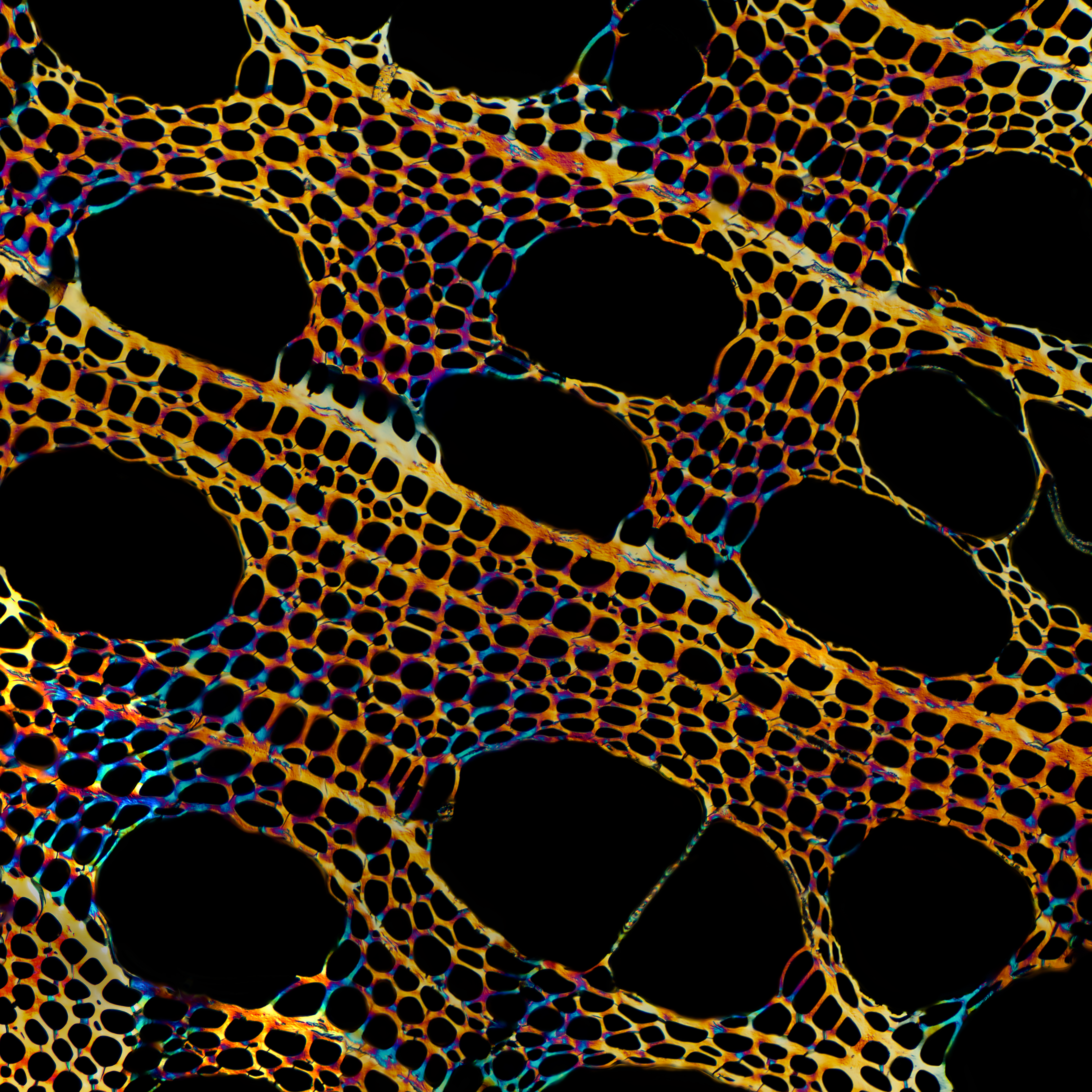
Holzkohle, mikroskopische Aufnahme

Holzkohle (fachsprachlich, gemäß Deutschem Arzneibuch: Carbo pulveratur, Carbo medicinalis) ist ein fester Brennstoff und entsteht, wenn lufttrockenes Holz (auf 13 % bis 18 % Wasser getrocknet) unter Luftabschluss und ohne Sauerstoffzufuhr auf 275 °C erhitzt wird (Pyrolyse). Die Temperatur steigt dabei von selbst auf 350 °C bis 400 °C an (Holzverkohlung, ähnlich der Verkokung von Kohle). Dabei verbrennen die leichtflüchtigen Bestandteile des Holzes. Als Rückstand erhält man neben gasförmigen Zersetzungsprodukten (siehe Methanol) etwa 35 % Holzkohle.
Mit der gleichen Technik kann man auch Torf zu Torfkohle und allgemein pflanzliche Ausgangsstoffe in Pflanzenkohle umwandeln. Torfkohle, die ähnliche Eigenschaften hat wie Holzkohle, war im 18. und frühen 19. Jahrhundert aufgrund von Holzknappheit recht verbreitet, ist heute aber kaum noch anzutreffen. Biokohle wird ein Potential als Mittel zur Kompensation der Kohlenstoffdioxid-Emissionen in Anbetracht der globalen Erwärmung zugeschrieben, ihre Herstellung wurde in den vergangenen Jahren intensiviert.
Die Holzkohle unterscheidet sich in vielen Eigenschaften von anderen Pyrokohlen, Hydrokohle oder Faserkohle (Fusit).

## Geschichte

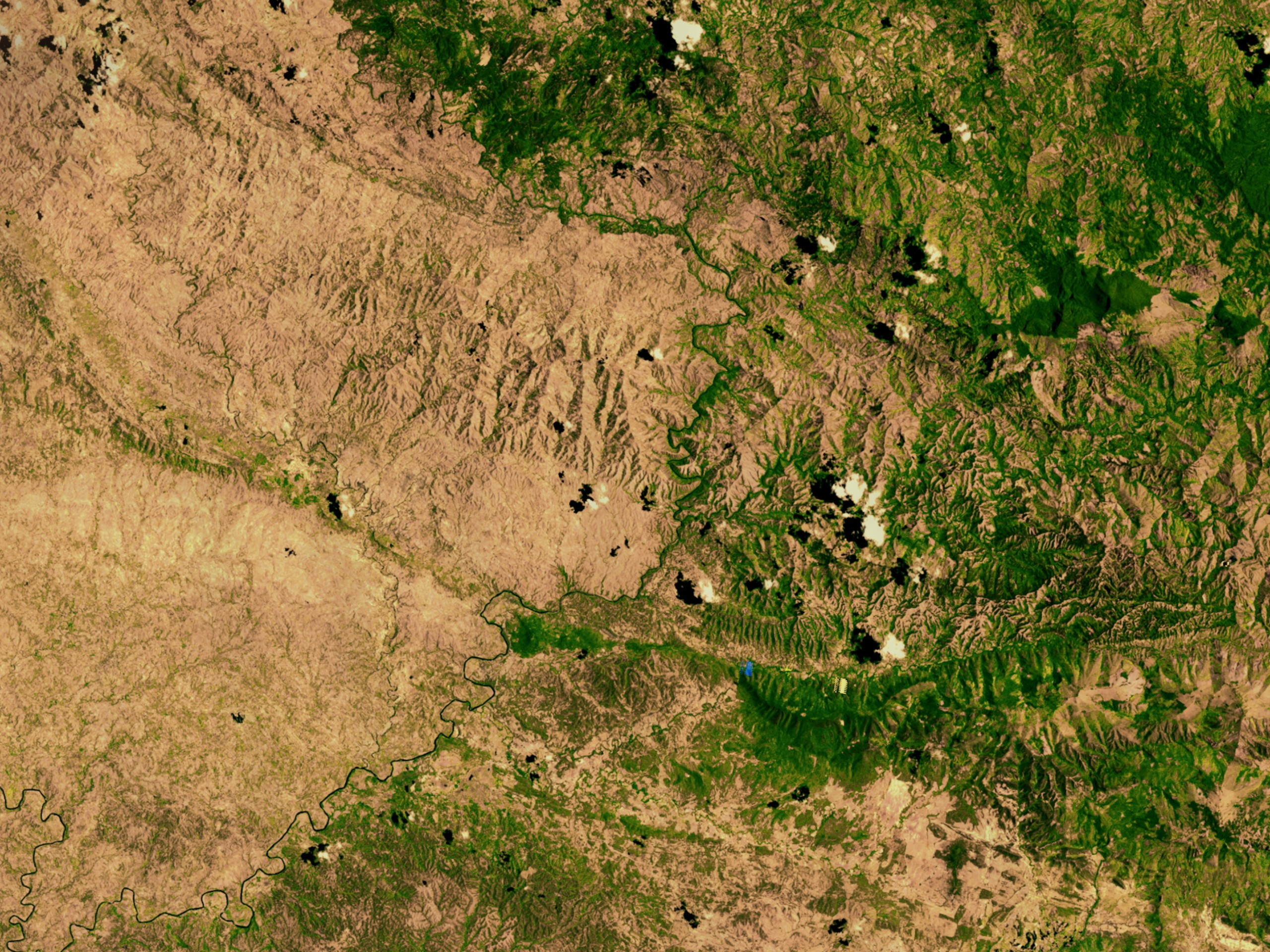
Entwaldung Haitis (links) im Vergleich zur Dominikanischen Republik (rechts)

Seit dem Altertum konnten die zum Verhütten und Schmelzen von Metallen, insbesondere Eisen notwendigen Temperaturen nur durch die Verbrennung von Holzkohle erreicht werden. Die große Nachfrage nach Holzkohle führte im 16. Jahrhundert zur Holzknappheit durch Entwaldung, eine ökologische Katastrophe, der erst im 19. Jahrhundert durch Aufforstung entgegengewirkt wurde.
Anfang des 18. Jahrhunderts waren die Wälder in Großbritannien und später auch in Deutschland (siehe Lahn-Dill-Gebiet) durch den zunehmenden Verbrauch von Holzkohle (und durch die anderen Verwendungen wie Schiffbau, Bauholz, Pfahlfundamente, Kanalbau etc.) so weit ausgebeutet worden, dass sich die Knappheit an Holzkohle in der Eisenproduktion zu einem ernsten nationalen Problem entwickelte. Die Eisenhütten waren deshalb gezwungen, andere Verbrennungsmaterialien zu suchen. Die Lösung des Problems bestand im Einsatz von Koks als Brennstoff für die Hochöfen und in der Entwicklung des mit Steinkohle betriebenen Puddelverfahrens zur Erzeugung von Schmiedeeisen.
Mit dem Ausbau der Eisenbahnen und der Verkehrswege wurde die Holzkohle immer mehr durch die Steinkohle verdrängt. Auch gewannen Strom und Gas als Energieträger immer mehr an Bedeutung. Während des ersten und Zweiten Weltkriegs wurde die Holzkohle vom Gewerbe, der Industrie und der Armee wieder begehrt (Holzvergaser etc.).
Während in einigen Industrieländern Holzkohle nur noch als Grillkohle bekannt ist, werden weiterhin in Brasilien  große Mengen für die Eisenverhüttung hergestellt, da das Land kaum Steinkohle besitzt. Um den Holzbedarf zu decken, wurden große Eukalyptusplantagen angelegt.
Auch heute noch ist in manchen Ländern die Abholzung zur Holzkohlegewinnung ein gravierendes Problem, zum Beispiel in Haiti, wo sie 60 % der heimischen Energie liefert. Das gleiche Schicksal droht Madagaskar, wo ebenfalls Holzkohle der verbreitetste Brennstoff ist.

## Eigenschaften und Zusammensetzung

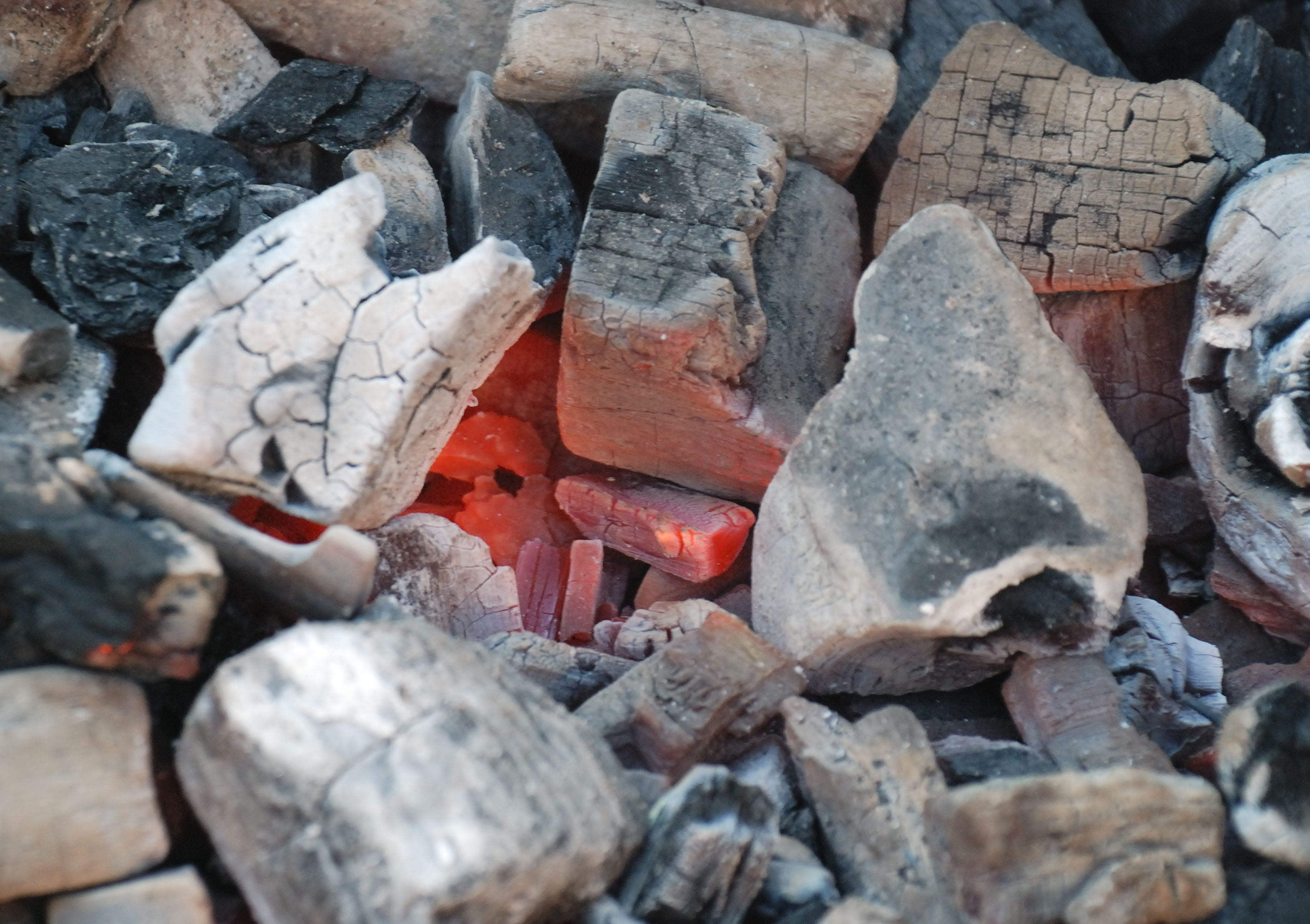
Holzkohle ist der kohlenstoffhaltige Überrest von der Holzverbrennung bei begrenzter Luftzufuhr.

Holzkohle ist ein Gemisch organischer Verbindungen mit 81 % bis 90 % Kohlenstoff, 3 % Wasserstoff, 6 % Sauerstoff, 1 % Stickstoff, 6 % Feuchtigkeit und 1 % bis 2 % Asche und nur unbedeutenden Mengen Schwefel.
Die Holzkohle bildet ein lockeres, schwarzes Produkt mit einer Rohdichte zwischen 0,15 und 0,40 g cm−3 und Reindichte zwischen 1,38 und 1,46 g cm−3. Die Porosität der Holzkohle schwankt in Abhängigkeit von der Holzart sowie der Geschwindigkeit und Endtemperatur der Verkohlung zwischen 72 % und 85 %, die Innere Oberfläche beträgt 50–100 m2/g, deshalb weist sie ein hohes Adsorptionsvermögen auf. Die Wärmeleitfähigkeit beträgt circa 0,042 W/(m·K) bei 0 °C und 0,073 W/(m·K) bei 200 °C.
Bezogen auf das Holzeinsatzmaterial treten bei der Pyrolyse ein Volumenschwund von 35 % bis 45 % und ein Massenschwund von 65 % bis 75 % ein.
Holzkohle lässt sich verhältnismäßig leicht entzünden (350 °C bis 400 °C) und brennt ohne Flamme weiter, weil die flammenbildenden Gase bereits bei der Verkohlung entwichen sind. Sie brennt mit einer höheren Temperatur als Holz. Die Verbrennungstemperatur der Holzkohle beträgt 800 °C.
Pro Kilogramm Holzkohle werden bei der Verbrennung je nach Qualität etwa 28–35 MJ an Energie frei.
Nach einer anderen Quelle beträgt der Heizwert je nach verwendeter Holzsorte umgerechnet 31,6–32,9 MJ/kg.
Der Heizwert erhöht sich mit wachsender Verkohlungstemperatur. Durch Erhöhung der Pyrolyseendtemperatur von 400 °C auf 1200 °C steigt die spezifische Wärme von 1,02 auf 1,60 kJ/(kg·K) an.
Harzfreies, nicht saftreiches Holz gibt glanzlose, höchst poröse Kohle, die aus harzigem, saftreichem Holz erhaltene Holzkohle enthält im Innern der Zellen die aus den Saftbestandteilen gebildete Glanzkohle. Stets ist Holzkohle leicht zerreibbar, aber nur infolge ihrer Struktur; die Kohlensubstanz selbst ist hart und ein gutes Poliermittel für Metall. Bei gewöhnlicher Temperatur ist sie höchst beständig und liegt jahrhundertelang im Boden, ohne sich zu verändern; an der Luft adsorbiert sie bestimmte Gasbestandteile und Dämpfe sowie aus Flüssigkeiten suspendierte Stoffe.
Durch die Adsorption von Gasen und speziell Wasserdampf tritt eine Gewichtszunahme der Holzkohle nach dem unter Luftabschluss ausgeführten Erkalten ein.
Die Gewichtszunahme frischer Kohle beim Liegen an der Luft beträgt in 24 Stunden bei Eichen- und Birkenkohle 4–5 %, Fichten-, Buchen-, Erlenkohle 5–8 %, Kiefern-, Weiden-, Pappelkohle 8–9 %, Tannenkohle 16 %.
Qualitätskriterien für Holzkohle sind Stückigkeit, Wassergehalt, Aschegehalt und Gehalt an flüchtigen Bestandteilen. Frische, trocken aus den Verkohlungsanlagen ausgetragene Holzkohle neigt zur Selbstentzündung. Deshalb ist eine Alterung unter kontrollierten Bedingungen erforderlich, wobei das Entstehen von Wärmestauungen in den ersten 48 Stunden nach der Pyrolyse vermieden werden muss. Gute Holzkohle ist glänzend schwarz und hat die Struktur des Holzes, „schlecht verkohlte“ Kohlen haben eine braune, braunrote Färbung; sie werden als Rotkohlen, Brände, Füchse bezeichnet und entstehen durch eine niedrige Verkohlungstemperatur, unter 300 °C. Diese wurde auch absichtlich zur Schwarzpulverherstellung erzeugt oder in der hüttenmännischen Verarbeitung.

## Herstellung
Holzkohle wird durch Erhitzen von Holz bei Luftabschluss hergestellt, es entsteht Holzkohle, Holzessig, Holzgas, Holzteer. Dabei werden abhängig von der Temperatur verschiedene Phasen des Pyrolyseprozesses unterschieden.
In der Initialphase kommt es bei Temperaturen von bis zu 220 °C vor allem zu einer Aufheizung und Trocknung des Materials, wobei vor allem Wasserstoff sowie Spuren von Kohlendioxid, Essigsäure und Ameisensäure entweichen. Holz gibt beim Erhitzen bis 150 °C nur das hygroskopisch enthaltene Wasser ab; dann entwickeln sich saure Dämpfe; steigt die Temperatur über 150 °C, so zersetzt es sich. Bis etwa 280 °C vermehrt sich die Freisetzung dieser Stoffe in einer pyrolytischen Zersetzungsphase, die ebenso wie die Initialphase endotherm ist. Ab 280 °C kommt es dann zu einer starken exothermen Reaktion, bei der etwa 880 kJ/kg Holz als Energie freiwerden und den Prozess auf über 500 °C aufheizen. Ab 300 °C entstehen immer dichter werdender gelber oder gelbbrauner Dampf und Gase. Die brennbaren Gase (siehe auch unter Holzgas) sind vor allem Kohlenmonoxid, Methan, Formaldehyd, Essig- und Ameisensäure sowie Methanol und Wasserstoff, die verbrennen und unter Rauchentwicklung austreten. Beim Abkühlen der entweichenden Produkte erhält man Holzteer und Holzessig. Die Struktur des Holzes verändert sich oberhalb von 400 °C von der fibrillären Holzstruktur in die kristalline Struktur von Graphit. Beim letzten endotherm ablaufenden Prozess werden die Rauchgase beim Durchtritt durch bereits verkohlte Schichten in brennbares Kohlenmonoxid und Wasserstoff aufgespalten, zurück bleibt Holzkohle als Rückstand.
- Rotkohle (Röstkohle) entsteht bei Verkohlungstemperaturen zwischen 270 °C und 350 °C, ist braun-schwarz und hat bei einer um die Hälfte größeren Ausbeute fast denselben Heizwert wie die über 350 °C entstehende Schwarzkohle. Diese wird deshalb vielfach zu metallurgischen Zwecken und wegen gewisser Eigenschaften zur Schießpulverfabrikation hergestellt.
- Schwarzkohle entsteht bei Temperaturen über 350 °C, mit dem Steigen der Verkohlungstemperatur wächst die Dichtheit und die Leitungsfähigkeit der Kohle für Wärme und Elektrizität; zugleich aber sinkt die Entzündlichkeit der Kohle und ihre Neigung, Feuchtigkeit anzuziehen.
- Unter 270 °C erzeugte Kohle ist fest, unausgebrannt, rotbraun (Rotholz).[21][22]

Die Dichtigkeit und quantitative Ausbeute der Kohle wird durch die Verkohlungsgeschwindigkeit bestimmt, eine geringere Geschwindigkeit ergibt eine dichtere Kohle sowie eine größere Ausbeute.
Die Ausbeute an Kohle sinkt mit steigenden Temperaturen. Zugleich wird die Kohle beständig reicher an Kohlenstoff und Asche und entsprechend ärmer an Wasserstoff und Sauerstoff.
Rotkohle wie Schwarzkohle lassen noch makroskopisch deutlich die Holzstruktur erkennen, mikroskopisch lässt sich die Holzart erkennen, aus der die Holzkohle erzeugt wurde.
Es werden sowohl Laub- wie Nadelhölzer zu Kohle verarbeitet, erstere hauptsächlich, wenn die flüssigen Destillationsprodukte, Essigsäure und Holzgeist→Holzessig, das Haupterzeugnis sind, letztere wenn das Hauptgewicht auf die Gewinnung der Kohle, Teer und Terpentinöl gelegt wird.

### Verkohlung in Meilern und Haufen
Die älteste Methode der Holzkohlengewinnung (Kohlenbrennerei) ist der aus dem Altertum stammende Meilerbetrieb (Köhlerei), bei dem das Holz in annähernd halbkugel- oder kegelförmigen Haufen (Meilern) in großen Scheiten regelmäßig (und zwar stehend oder liegend) um drei in der Mitte errichtete Pfähle (Quandel) aufgesetzt und mit einer Decke bedeckt wird.
Früher verkohlte man das Holz besonders in Süddeutschland, Russland und Schweden in Haufen oder liegenden Werken. Die Verkohlung des geschichteten Holzes erfolgte nur allmählich von einem Ende des länglichen Haufens zum anderen. Die fertig verkohlten Stücke wurden nach und nach gezogen.
Meilerkohle wird folgendermaßen unterschieden:
- Stück-, Grob-, Lese- oder Ziehkohlen, die dichtesten oder größten Stücke, noch in Form der angewandten Holzscheite.
- Schmiede- oder Mittelkohlen, dichte, aber nur faustgroße Stücke.
- Kleinkohlen aus Astholz.
- Quandelkohlen, kleine undichte Stücke aus der Nähe des Quandels.
- Kohlenklein, -Kohlenlösche oder Kläre, kleine Stücke oder Staub.
- Brände, unvollständig verkohlte Stücke vom Rand oder Boden des Meilers.

### Verkohlung in Öfen
Ganz ähnlich wie in Meilern oder Haufen verläuft die Verkohlung in runden oder eckigen gemauerten Pechöfen, die eine leichtere, vollständigere Gewinnung der Nebenprodukte (Teer, Holzessig, Gase, die beim Meilerbetrieb in der Regel verloren gehen) gestatten, aber eine geringere Ausbeute und weniger gute Kohle liefern. Bei diesen Einkammeröfen tritt ebenfalls Luft zu dem zu verkohlenden Holz, und ein Teil desselben erzeugt durch seine Verbrennung die nötige Temperatur. Diese Kohle wird als Ofenkohle bezeichnet.
Man hat aber den Verkohlungsprozess besser unter Kontrolle, wenn man das Holz in Gefäßen, die von außen geheizt werden, also ohne Luftzutritt, verkohlt. Dies geschieht in Zweikammeröfen, Retorten, Röhren oder Zylindern zuweilen mit erhitzter Luft, mit Gichtgasen der Hochöfen, mit überhitztem Wasserdampf oder mit Anwendung von Gebläseluft. Diese Kohle wird als Retortenholzkohle bezeichnet, bei 500 °C bildet sich eine harte Holzkohle.

### Holzkohle zur Herstellung von Schwarzpulver
Eine solche sorgfältige Verkohlung ist besonders zur Gewinnung von Kohle für die Schwarzpulverfabrikation erforderlich. Dazu benutzt man große eiserne Zylinder, die außerhalb des Ofens gefüllt, mit einem Deckel verschlossen und in den Ofen geschoben werden. Ein großer beweglicher Deckel schließt den Raum, in dem sich der Zylinder befindet. Die aus dem Holze sich entwickelnden Gase leitet man in die Feuerung. Die Temperatur 300–400 °C, wird mittels eines Pyrometers bestimmt. Rotkohle für Jagdpulver wird mit überhitztem Wasserdampf hergestellt. Faulbaum, Pappel oder Erlenholzkohle eignet sich hier am besten.
In der traditionellen japanischen Feuerwerkerei stell(t)en viele Betriebe auch eigene Holzkohle her. Dabei werden Hölzer von Pinien und Paulownien aber auch Hanfstengel in Erdmeilern verkohlt, die meist in den Hang gebaut werden. Die Technik zur Herstellung der Hanfkohle ist in beschrieben.

### Ergebnisse der Verkohlung mit diversen Holzarten
Dem tatsächlichen Volumen nach beträgt die durchschnittliche Kohlenausbeute 47,6 %.

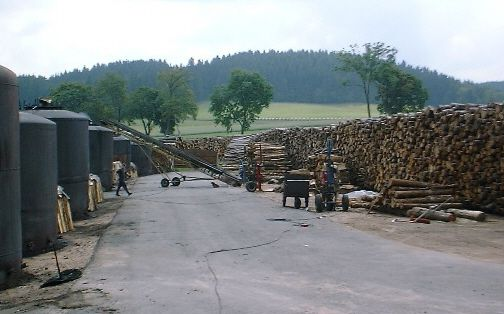
Öfen im Erzgebirge zur Herstellung von Holzkohle

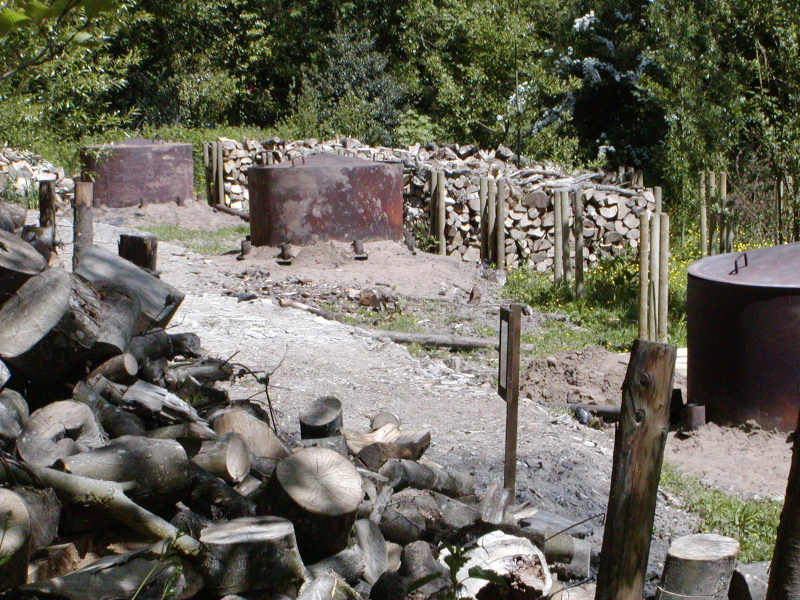
Historische Holzkohlenöfen in Heligan

Vergleicht man das scheinbare Volumen (ohne Abzug der Zwischenräume) des Holzes mit dem der Kohle, so liefern die Holzarten folgende Volumenprozentanteile Kohle:
- Eichenholz 71,8 bis 74,3 % vol
- Rotbuchenholz 73 % vol
- Birkenholz 68,5 % vol
- Hainbuchenholz 57,3 % vol
- Kiefernholz 63,6 % vol

Man erhält bei verschiedenen Holzarten folgende Gewichtsprozente der Kohle (bei 150 °C getrocknet und bei 300 °C verkohlt):
- aus Eichenholz 46 %
- aus Fichtenholz 40,75 %
- Ulme 34,7 %
- Hainbuche 34,6 %
- Birke 34,17 %
- Faulbaum 33,6 %
- Esche 33,3 %
- Linde 31,85 %
- Pappel 31,1 %
- Rosskastanie 30,0 %

## Adsorptionseigenschaft der Holzkohle
Die Holzkohle war und blieb unentbehrlich als Adsorbens und Filter, Klärmittel in vielen Bereichen.
Holzkohle, deren fein gegliederte Oberfläche viele unerwünschte organische Substanzen bindet, kann auch als Aktivkohle zum Filtern und Reinigen diverser Stoffe eingesetzt werden. Zum Beispiel bei der Herstellung von Wodka, als Kohletablette bei Durchfall oder für Filter von Gasmasken.
Im Allgemeinen adsorbiert bei niedriger Temperatur hergestellte Kohle am stärksten. Kohle adsorbiert Sauerstoff und wird dabei oxidiert. Dieser reagiert beispielsweise mit Schwefelwasserstoff zu Schwefelsäure und Wasser, mit Ammoniak zu Ammoniumnitrat und mit Ammoniumhydrogensulfid zu Ammoniumsulfat.
Auch Fäulnisprodukte werden energisch zerstört. Mit Kohle umgebenes Fleisch zersetzt sich erst nach längerer Zeit, und zwar ohne Fäulniserscheinungen. Kohle adsorbiert auch Gerüche. Übelriechendes, fauliges Wasser kann durch frisch ausgeglühte Holzkohle gereinigt und Weingeist von Fuselölen befreit werden.
Aber die Kohle wirkt nicht auf die im Wasser enthaltenen mikroskopischen Organismen (Bakterien usw.), und beim Filtrieren des Wassers durch Kohle gehen dieselben durch den Filter; das Wasser wird also geruchlos, aber nicht von den Krankheiten übertragenden Organismen befreit. Kohle kann einige große, unpolare, organische Wasserinhaltsstoffe zurückhalten, z. B. chlorierte Kohlenwasserstoffe, Pflanzenbehandlungsmittel oder Medikamente. Aber Schwermetallionen (z. B. von Blei), Nitrat und Calcium/Magnesium (Kalk) lassen sich durch dieses Verfahren nicht herausfiltern.
Holzkohle adsorbiert auch
- Farbstoffe, insbesondere wirkt die stickstoffhaltige Kohle (Knochenkohle in erster Reihe) stark entfärbend.
- Salze, und darauf beruht zum großen Teil der Wert der Knochenkohle für die Zuckerfabrikation.
- Bitterstoffe, Glycoside, Kohlenhydrate, besonders Alkaloide.

Bei längerem Liegen an der Luft verliert Holzkohle ihr Adsorptionsvermögen, erlangt es aber wieder durch Ausglühen; auch können der Kohle die aus Flüssigkeiten aufgenommenen Substanzen wieder entzogen werden (Wiederbelebung), so dass sie nach dem Ausglühen erneut benutzbar ist.

## Verwendung

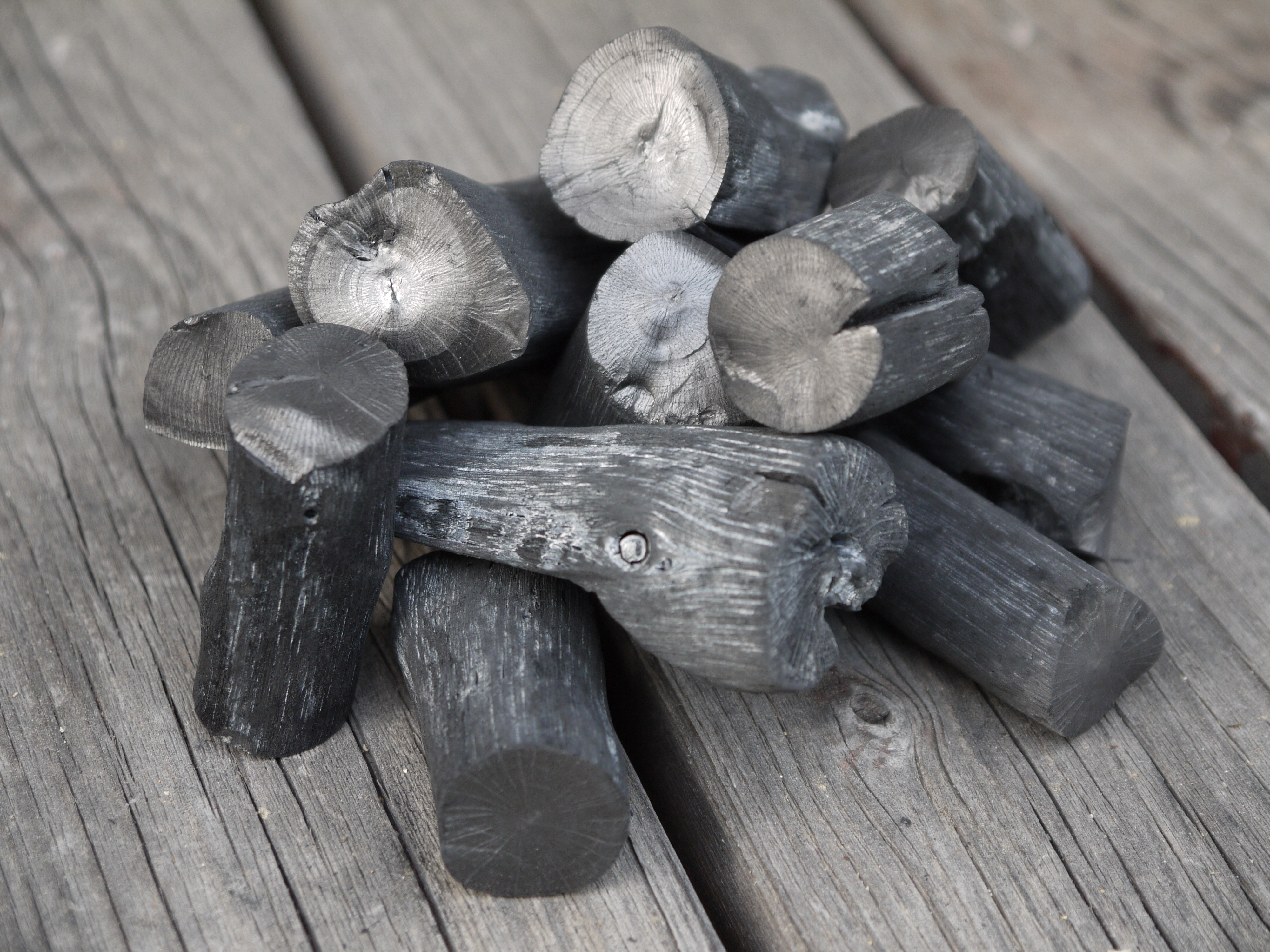
Japanischer Binchōtan

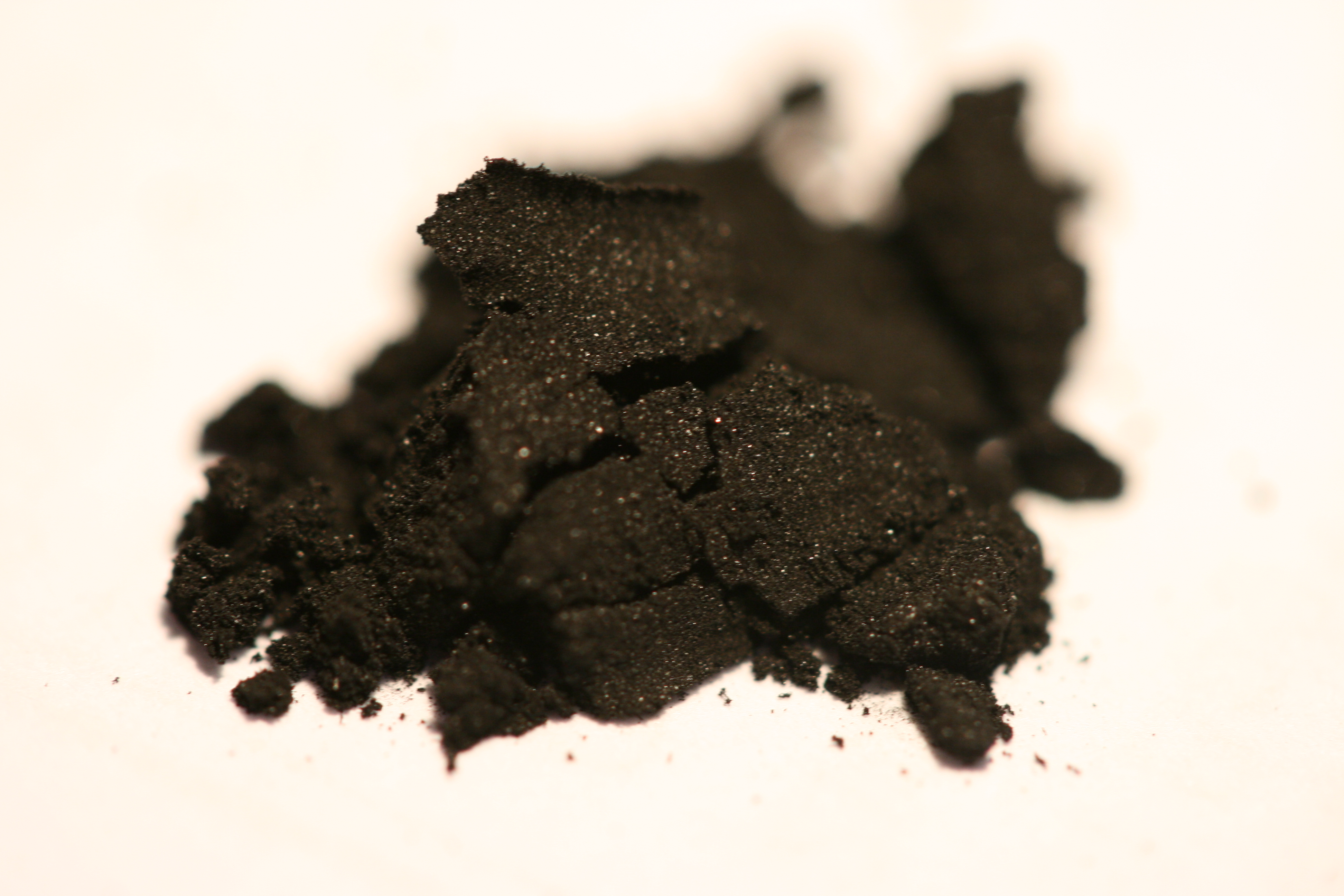
Zeichenkohle

Man benutzt Holzkohle zur Erzeugung intensiver Hitze besonders überall da, wo Rauch- und Flammenbildung vermieden werden muss, beispielsweise im Schmiedefeuer, beim Glühendmachen von Plättstählen, bei chemischen Vorgängen usw. Heute wird Holzkohle vor allem für Freizeitzwecke, z. B. zum Grillen DIN 1860 (51749), technisch hergestellt. Holzkohle war vor Entwicklung der Verkokung von Steinkohle zu Koks der notwendige Brennstoff zur Metallverhüttung sowie für die Esse des Schmiedes. Da sie Metalloxide reduziert, sowie wenig Asche und praktisch keinen Schwefel enthält, eignet sie sich hervorragend zur Gewinnung von Metallen aus den Erzen, ist aber viel zu teuer und verbrennt zu schnell. Silber- und Kupfersalze werden durch Kohle reduziert.→Löten. Holzkohle kann auch zur Stahlhärtung verwendet werden, dazu wird das Werkstück mehrere Stunden in glühende Holzkohle gelegt und danach mit Wasser abgeschreckt. Der Kohlenstoff dringt dann in die äußeren Schichten des Stahls ein. Weiter kann aus Holzkohle Schwefelkohlenstoff, Natriumcyanid→Castner-Kellner-Verfahren, Ferrosilicium gewonnen werden.
Weitere Verwendungszwecke:
- zur Herstellung von Schwarzpulver[30]
- zum Entfuseln von Branntwein[31]
- zum Klären und Entfärben von Flüssigkeiten[30]
- zum Filtrieren von Wasser[32]
- zum Konservieren fäulnisfähiger Substanzen.[33]
- zum Desinfizieren
- zum Reinigen von Wasserstoff[34] ranzigen Fetten und dumpfigem (feuchtem) Getreide.[35][36]
- als Zahnpulver[37]
- als Poliermittel für Stein, Holz und Metalle.[38][39]
- zur Füllung von Aspiratoren für die Benutzung in Räumen, in denen sich schädliche Stoffe befinden.
- zur Bearbeitung in Zigarettenfiltern[32]
- als Farb- (E 153)[40] und Aromastoff (Räuchermittel) in der Lebensmittelindustrie[41]
- als Zeichenkohle in der Kunst, Linden- und Weidenkohle werden zum Zeichnen benutzt, als schwarze Farbe[30][42]
- als Adsorptionsmittel bei Durchfall und Vergiftungen, bei eitrigen Geschwüren.[30]
- In der Halbleitertechnik, früher wurde die Retortenholzkohle in galvanischen Batterien und Kohlenstiften von Kohlebogenlampen benutzt[43]
- Feiner Holzkohlenstaub wird zu Kohlebriketts verarbeitet

Als Bodenverbesserer macht Holzkohle den Boden locker und wirkt außerdem durch ihre Adsorptionsfähigkeit für Ammoniak und Kohlensäure. Zierpflanzen mit faulenden Wurzeln können geheilt werden, wenn sie in mit Kohle gemischte Erde gebracht werden. Große Wunden an Saftgewächsen heilen leicht, wenn man sie mit Kohlenpulver bestreut, auch kann man solche Gewächse, Knollen und Samen für einen längeren Transport gut in Kohle verpacken. Seit kurzem wird Holzkohle auch als wiederentdeckter Bodenhilfszusatzstoff im Gartenbau und in der Landwirtschaft diskutiert unter dem Namen Pflanzenkohle oder zur Herstellung von Terra preta.

## Produktion und Markt

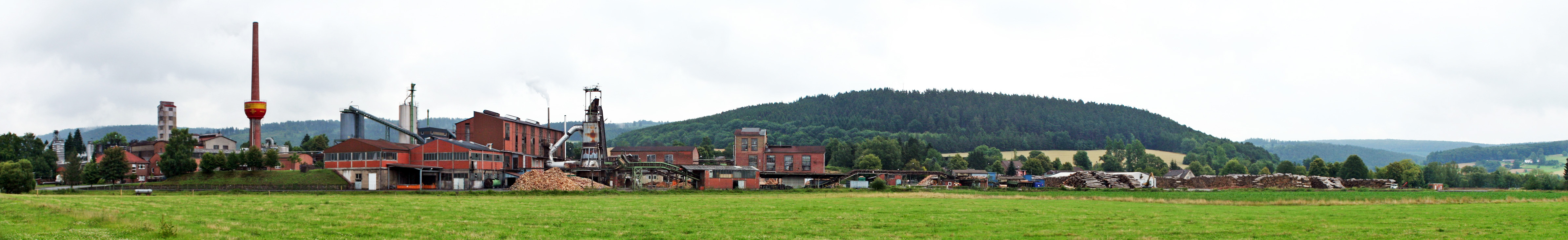
Holzkohlefabrik
Rechts wird das Holz angeliefert und gelagert. Die Verarbeitung erfolgt links in den Gebäuden

Der Beruf des Köhlers, eines Arbeiters, der in Meilern Holzkohle herstellte, ist in Europa praktisch ausgestorben. Dabei ist der Rückgang vor allem auf gestiegene Umweltstandards (im Zuge der EU-Osterweiterung auch in Osteuropa) sowie den Mangel an billig verfügbarem Holz als Rohstoff zurückzuführen.
| Jahr | Import gesamt (Tsd. t) | Lieferland Nr. 1 | Tsd. t | Lieferland Nr. 2 | Tsd. t | Lieferland Nr. 3 | Tsd. t |
| ---- | ---------------------- | ---------------- | ------ | ---------------- | ------ | ---------------- | ------ |
| 2009 | 178                    | Paraguay         | 51     | Argentinien      | 27     | Polen            | 17     |
| 2012 | 243                    | Polen            | 59     | Paraguay         | 44     | Litauen          | 31     |
| 2015 | 227                    | Polen            | 74     | Paraguay         | 34     | Nigeria          | 32     |
| 2017 | 215                    | Polen            | 79     | Paraguay         | 32     | Ukraine          | 23     |

Der größte Teil der weltweit hergestellten Holzkohle stammt aus den so genannten Schwellen- und Entwicklungsländern. Die Gesamtmenge wird auf mindestens 43 Millionen Tonnen geschätzt, aufgrund der Datenunsicherheit wird diese Menge allerdings als Mindestmenge angenommen. Die in europäischen Ländern verwendete Holzkohle wird überwiegend importiert.

## Nachhaltigkeit
International steht Holzkohleproduktion oft in der Kritik, negative Umwelteinwirkungen nach sich zu ziehen. Zum einen entstehen sowohl durch den Produktionsprozess als auch durch den Gebrauch von Holzkohle Emissionen, u. a. die Freisetzung von CO2. Zum anderen steht die Produktion von Holzkohle oft im Zusammenhang mit illegaler Rodung von Wäldern. Erschwerend kommt hinzu, dass in Europa vermarktete Holzkohle keiner Nachweispflicht des Herkunftslandes unterliegt. Während Nachhaltigkeitssiegel wie PEFC oder FSC belegen, dass das eingesetzte Holz aus nachhaltiger Waldwirtschaft stammt, sagen sie nichts über die geografische Herkunft des Holzes aus.
In Untersuchungen aus den Jahren 2017 und 2018 stellte der WWF fest, dass der überwiegende Teil in Deutschland getesteter Holzkohle Tropenholz enthielt und weitestgehend keine korrekte Angaben auf den Produktpackungen vermerkt waren. Lediglich aus Namibia importierte Holzkohle wurde positiv hervorgehoben, da diese potentiell aus überschüssigem Holz der Verbuschung produziert wird. Auch Stiftung Warentest führte 2019 eine Analyse in Deutschland vermarkteter Holzkohle durch und stellt ebenfalls fest, dass lediglich bei Holzkohle aus Namibia nachvollziehbar auf eine Nachhaltigkeit zu schließen ist.
Auch in der Schweiz wird nahezu die ganze Menge der angebotenen Holzkohle importiert. Der WWF Schweiz stellte im Jahr 2018 die in der Schweiz erhältlichen Grillkohlen auf die Probe. Dabei wurde festgestellt, dass viele der Produkte falsch deklariert werden. Nahezu in der Hälfte der getesteten Produkte konnten tropische Holzarten nachgewiesen werden. 2018 wurde in der Schweiz die Holzkohle hauptsächlich aus Polen importiert. Im Jahr 2019 wurden nur noch in zwei Produkten vom Baumarkt Obi Tropenholz gefunden.